# Bruidskeuze
De bruidskeuze of Bruidskeuze is een sprookje uit Kinder- und Hausmärchen met volgnummer KHM155, opgetekend door de gebroeders Grimm. De oorspronkelijke naam is Die Brautschau.

## Het verhaal
Een jonge herder wil trouwen en hij kent drie mooie zusters. Hij vraagt zijn moeder om raad en ze zegt de drie uit te nodigen en te kijken hoe ze de kaas aansnijden. De eerste eet de kaas gulzig met korst en al op. De tweede snijdt de korst netjes af, maar laat zo veel eetbaars zitten wat ze weggooit. De derde snijdt de korst voorzichtig, niet te veel en niet te weinig. De jongeman vertelt dit aan zijn moeder en deze zegt hem met de derde te trouwen. Dit doet de jonge herder en hij leeft gelukkig met zijn vrouw.

## Achtergronden bij het sprookje
- Het sprookje komt uit Zwitserland.
- Er bestaan parallellen in Zuid Duitsland.
- Vergelijk Klitten (KHM156).